# Karl Darlow
Karl Darlow (Northampton, 8 oktober 1990) is een Engels voetballer die als doelman speelt. Hij verruilde in 2014 Nottingham Forest voor Newcastle United.

## Clubcarrière
Darlow kwam in 2006 bij Nottingham Forest terecht nadat hij wegging bij Aston Villa. Hij debuteerde voor Nottingham Forest op de laatste speeldag van het seizoen 2010/11 in de Championship tegen Crystal Palace. Hij verving een kwartier voor tijd Lee Camp. In maart 2012 werd Darlow voor twee maanden uitgeleend aan Newport County. Op 21 september 2012 werd hij voor een maand uitgeleend aan Walsall. Op 1 januari 2013 werd Darlow voor de tweede maal uitgeleend aan Walsall, maar na tien dagen keerde hij al terug om eerste doelman te worden bij Nottingham Forest nadat Lee Camp door het clubbestuur was toegezegd transfervrij te kunnen vertrekken. In januari 2014 werd Darlow gelinkt aan Liverpool, maar tot een transfer kwam het niet. Een halfjaar later verkaste hij naar Newcastle United, dat hem meteen verhuurde aan oud-werkgever Nottingham Forest, waar hij eerste doelman werd. In het seizoen 2014/15 speelde Darlow mee in 42 competitiewedstrijden. Na afloop van het seizoen keerde hij terug bij Newcastle, waar hij fungeerde als reservedoelman achter Tim Krul.
1 Dúbravka ·
2 Trippier ·
4 Botman ·
5 Schär ·
6 Lascelles  ·
7 Joelinton ·
8 Tonali ·
9 Wilson ·
10 Gordon ·
11 Barnes ·
13 Targett ·
14 Isak ·
17 Krafth ·
18 Osula ·
19 Vlachodimos ·
20 Hall ·
21 Livramento ·
22 Pope ·
23 Murphy ·
24 Almirón ·
25 Kelly ·
26 Ruddy ·
28 Willock ·
29 Gillespie ·
33 Burn ·
36 Longstaff ·
37 Murphy ·
39 Guimarães ·
67 Miley ·
Coach: Howe
· Assistent-coach: Jones